# Salomon Eiger
Salomon Eiger (ur. 3 listopada 1871 w Lublinie, zm. w lipcu 1940 w Warszawie lub 1942 w Bełżcu) – czwarty i ostatni cadyk chasydzkiej dynastii Lublin.

## Życiorys
Był synem Abrahama Eigera i Chany z domu Zylberberg. Był wnukiem Jehudy Lejba Eigera założyciela dynastii, prawnukiem Salomona Egera i praprawnukiem Akiwy Egera. Miał dwóch braci, Izraela i Altera Azriela Meira. Urodził się w domu przy ulicy Szerokiej 34.
W 1890 roku ożenił się z Fajgą Walersztajn. Miał pięciu synów oraz trzy córki.
Edukację uzyskał w środowisku chasydów ojca. Przez pewien czas posiadał swój dwór w Kraśniku, w 1918 roku osiadł w Lublinie i tam założył swoją siedzibę. Prowadził bet midrasz przy ulicy Szerokiej 40, pomiędzy nim, a jego bratem Alterem dochodziło do konfliktów w zakresie przywództwa nad lubelskimi chasydami. Ostatecznie jego brat przeniósł się do Pilawy.
Pozostawał w bliskich stosunkach z rabinem Majerem Szapirą. Był członkiem Komitetu Budowy Wyższej Szkoły Rabinackiej Jeszywas Chachmej Lublin, w 1933 roku został wybrany jej rektorem, z powodu sporu wokół objęcia funkcji rektora i buntu studentów, urząd ten zaczął pełnić oficjalnie dopiero w 1935 roku. Przez wiele lat był aktywnym działaczem ortodoksyjnej partii Agudat Israel.
Podczas II wojny światowej jego chasydzi mieli ewakuować go do Warszawy, skąd następnie miał zostać wywieziony w bezpieczne miejsce. W lipcu 1940 roku miał zostać zamordowany przez Niemców podczas świętowania szabatu. Według innych źródeł w marcu 1942 roku został wywieziony do obozu zagłady w Bełżcu i tam zamordowany.
Maria Ferenc podaje, że zmarł w Warszawie w 1940 roku i został pochowany na tamtejszym cmentarzu żydowskim przy ulicy Okopowej.